# Molí de paper de la Font Gran
El Molí de paper de la Font Gran és un antic molí paperer de Vilaverd (la Conca de Barberà) inclòs a l'Inventari del Patrimoni Arquitectònic de Catalunya.

## Descripció
L'antic molí de paper està situat al costat del riu Brugent, a la banda dreta de la carretera que va de la Riba a Farena.

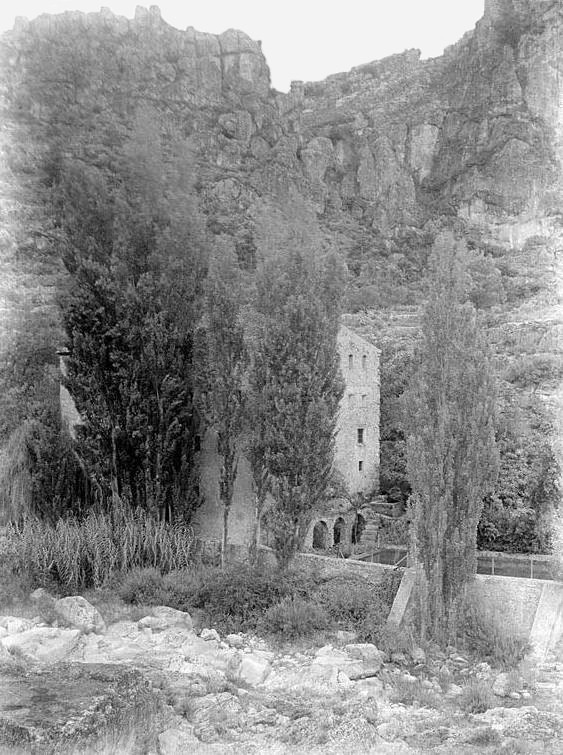
El molí en una imatge d'entre 1920 i 1930

És un edifici de planta rectangular, format per planta baixa i tres pisos. Les obertures són de llinda i d'arc rebaixat. La porta principal d'accés presenta dovelles de pedra.
L'interior es troba en estat ruïnós, i part de la volta s'ha esfondrat.

## Història
Es tracta d'un dels nombrosos exemples d'aquest tipus d'arquitectura existent a la zona.
A partir del segle xviii van instal·lar-se als voltants de la riba, en substitució dels antics molins medievals, molins de caràcter moderns que serien el precedent de l'actual indústria paperera de La Riba.